# Härtnagel (Kempten)
Härtnagel (auch Gut Härtnagel) ist ein Weiler von Kempten (Allgäu). Der Ort basiert auf einen denkmalgeschützten Gutshof, der unter dem Fürstabt Engelbert von Syrgenstein als Stiftkemptisches Spital im Jahr 1751 errichtet wurde. Härtnagel liegt an der Straße nach Hirschdorf bzw. Krugzell.
Bei dem Spital handelt es sich um drei zweistöckige Trakte, die mit einem Satteldach gedeckt sind. Der westliche Haupttrakt hat große Stichbogenblenden, der Nordtrakt wurde als Wirtschaftsgebäude errichtet. Der Südtrakt war als Wohnhaus mit Stichbogenfenstern erbaut worden. Im 19. Jahrhundert wurden die Gebäude erneuert.
Ein kleinflächiges Gewerbegebiet entwickelte sich in Härtnägel nach der Eingemeindung der Gemeinde St. Lorenz im Jahr 1972. 1987 lebten in Härtnagel 18 Menschen.